# I'm from Barcelona
I’m From Barcelona és un grup de pop/folk nascut a Jönköping, Suècia.

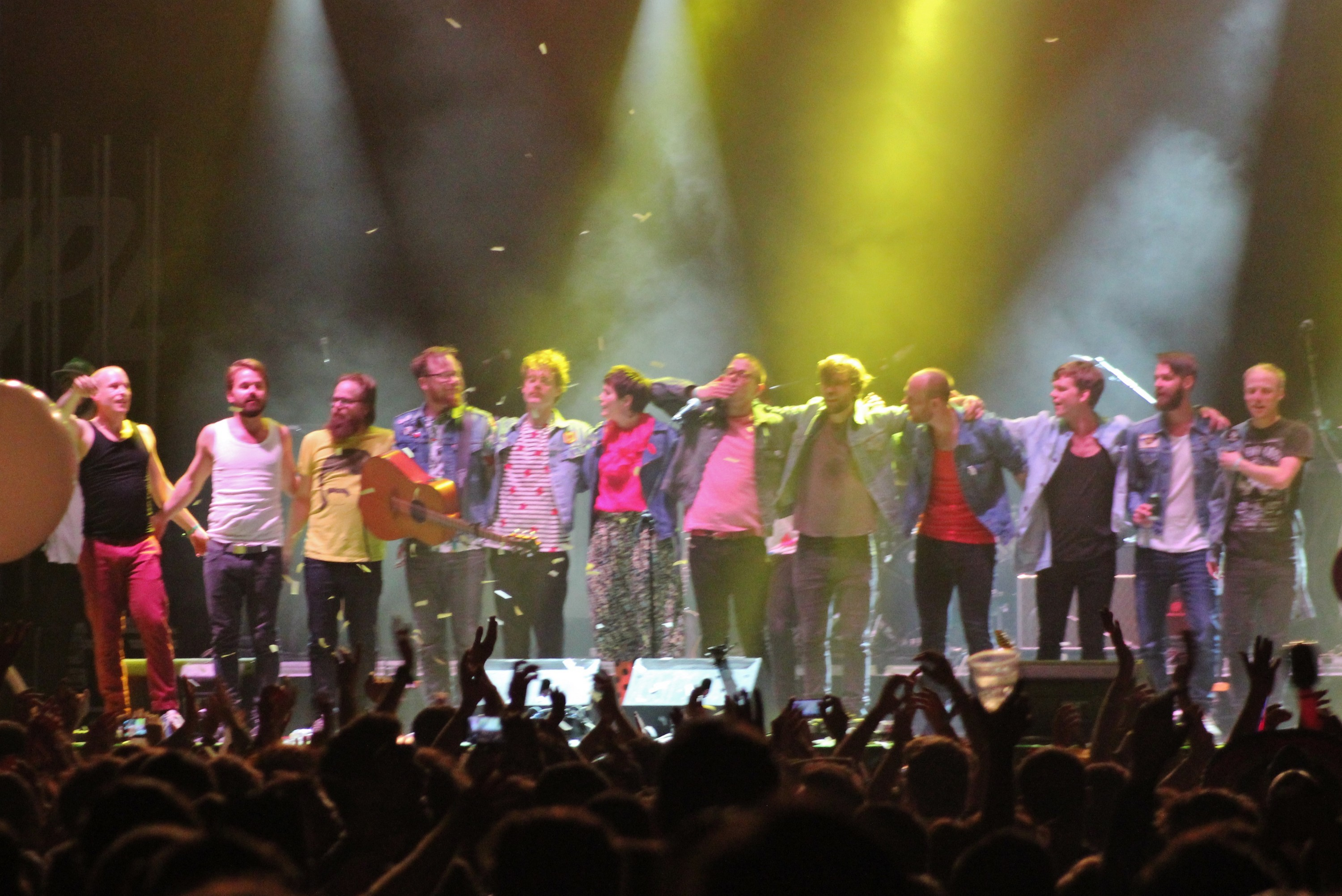
I'm from Barcelona, al Festival SOS 4.8 de 2015, a Múrcia.

El grup es caracteritza per la seva plantilla de 29 membres, que barregen instruments com clarinets, saxofons, flautes, trompetes, banjos, acordions, kazoos, guitarres, tambors i teclats, entre d'altres.

## Origen del nom
El fundador del grup és Emanuel Lundgren, que també és el cantant i compositor principal. El nom del grup és en honor de la sèrie “Fawlty Towers” on Andrew Sachs, interpretava a un home anomenat Manuel que era de Barcelona. Com que al cantant li agradava la sèrie, i com que s'assemblava a l'actor, van decidir posar-se aquest nom.

## Història
El 2006 va sortir a la venda el seu EP Don't Give Up On Your Dreams, Buddy!, seguit del seu àlbum famós “Let Me Introduce Me & My Friends”, amb cançons festives i de gran harmonia entre instruments i veus, i un pop molt particular, que es pot reconèixer en els primers segons de qualsevol cançó. Cançons com “We’re From Barcelona” i “Chicken Pox” van estendre’s per internet i la banda es va fer conèixer fent presentacions del disc per tot Europa i Estats Units, en festivals indie.
El 2008, i de la mà de Mute Records (EMI), I’m From Barcelona treu “Who Killed Harry Houdini”, un disc amb el mateix segell pop de sempre, però amb la música una mica més madura.

## Plantilla actual[calcitació]
- Cornelia Norgren
- Philip Erixon
- Micke Larsson
- Johan Mårtensson
- Anna Fröderberg
- Johan Aineland
- Martin Lindh
- Erik Ottosson
- Tina Håkansson
- David Ljung
- Christofer Lorin
- Daniel Lindlöf
- Mattias Johansson
- Tobias Granstrand
- Emma Määttä
- Mathias Alrikson
- Jonas Tjäder
- David Ottosson
- Maria Eriksson
- Olof Gardestrand
- Marcus Carlholt
- Julie Witwicki Carlsson
- Rikard Ljung
- Henrik Olofsson
- Jacob Sollenberg
- Fredrik Karp
- Jakob Jonsson

## Àlbums
- Let Me Introduce My Friends

(Abril, 2006) Dolores Recordings
- Who Killed Harry Houdini?

(Octubre 14, 2008) Mute Records

## EP/Singles
- Sing!! (Agost 2005)
- Don't Give Up on Your Dreams, Buddy! - Dolores Recordings (Febrer, 2006)
- Collection of Stamps CD Single - EMI (2006)
- Britney CD Single - Dolores Recordings/EMI (2006)